# Ngamba Island Chimpanzee Sanctuary

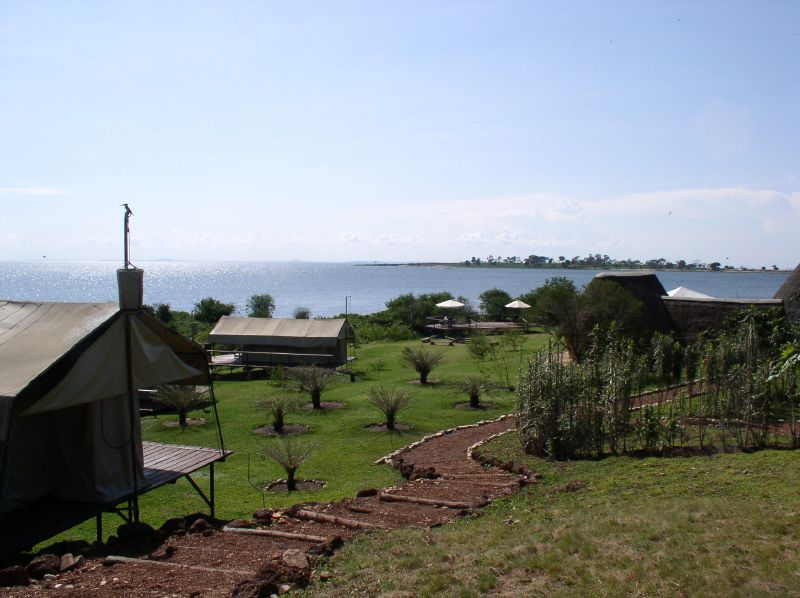
Die Auffangstation Ngamba Island (2006)

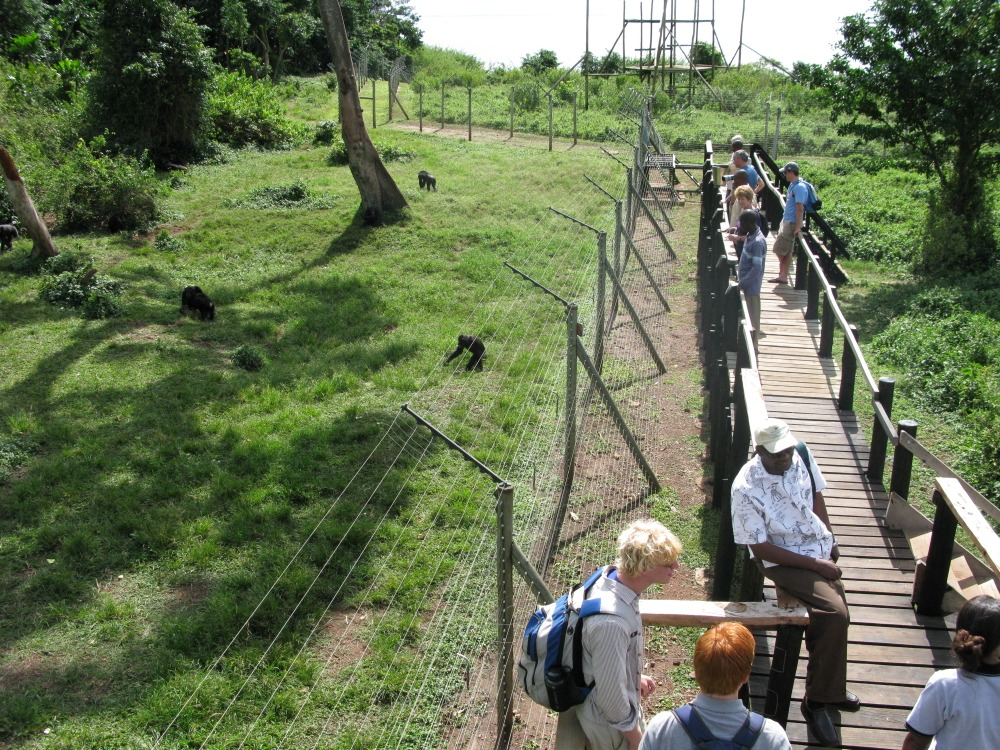
Besucher in der Auffangstation

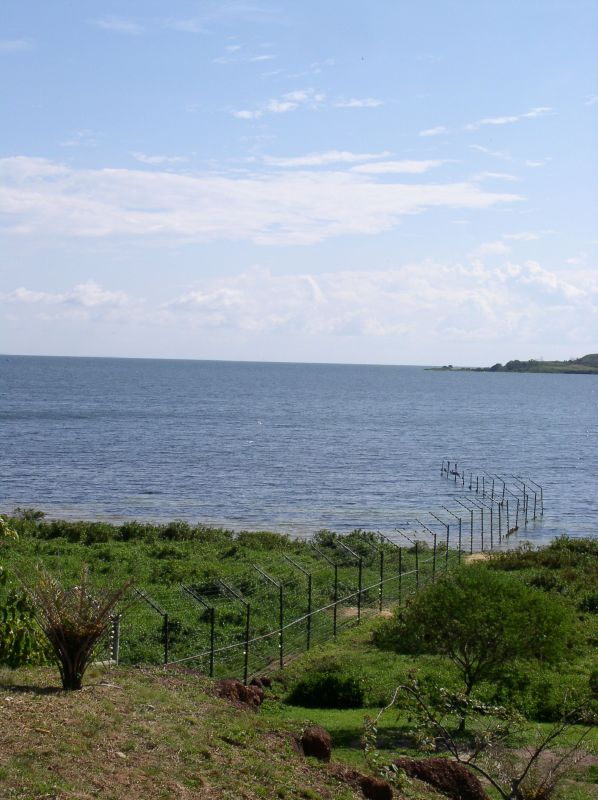
Ein Elektrozaun trennt die Affen von den menschlichen Behausungen.

Das Ngamba Island Chimpanzee Sanctuary ist eine Auffangstation für Schimpansen auf der Insel Ngamba in Uganda, Afrika. Die Insel liegt im Viktoria-See 23 Kilometer vor der Küste Entebbes und hat eine Fläche von rund 40 Hektar. Sie besteht überwiegend aus tropischem Regenwald. Da Schimpansen nicht schwimmen, werden sie hier nicht eingezäunt. Derzeit (Stand 2018) werden 49 Schimpansen betreut, die verwaist oder verletzt aufgefunden oder aus illegaler Haustierhaltung und Bushmeat-Handel beschlagnahmt wurden und in freier Wildbahn nicht überleben könnten.

## Struktur und Aufgaben
Die Auffangstation wurde 1998 vom Jane-Goodall-Institut und anderen Artenschutzorganisationen initiiert. Betreiber ist die Stiftung Chimpanzee Sanctuary and Wildlife Conservation Trust (CSWCT) – auch Chimpanzee Trust genannt.
Der Vorstand setzt sich aus Vertretern der ugandischen Naturbehörde (Wildlife Authority), dem Zentrum für Umweltbildung Uganda Wildlife Education Centre sowie den Organisationen Jane-Goodall-Institut Uganda, Environmental Conservation Trust of Uganda  (Ecotrust), Children Of Conservation und Born Free Foundation zusammen.
Zwischen 700.000 Dollar (umgerechnet 660.000 Euro) und einer Million Dollar pro Jahr gibt der Chimpanzee Trust für den Betrieb der Ngamba-Auffangstation, Umweltbildung und den Schutz wildlebender Schimpansen aus.
Das Jane-Goodall-Institut Deutschland finanziert die Schutzstation maßgeblich.
Auf der Insel arbeiten 22 Tierpfleger, Tierärzte, andere Mitarbeiter und ehrenamtliche Helfer.
Die Tiere werden medizinisch versorgt und zweimal täglich gefüttert. Sie bewegen sich tagsüber weitgehend frei auf der Insel. Zum Übernachten kehren sie üblicherweise in einen Käfig zurück. Da sie sich in der Wildnis jeden Abend ein neues Nest aus Zweigen bauen würden, wäre der Wald anderenfalls schnell zerstört.
Die Affenweibchen bekommen ein Hormonimplantat in den Arm zwecks Empfängnisverhütung. Nur ein Schimpansenbaby wurde auf der Insel geboren, nachdem ein Weibchen das Implantat unbemerkt entfernt hatte.
Der Regenwald der Insel könnte nur zwei Affen vollständig ernähren; andere freie Flächen sind nicht verfügbar. Trotz der zusätzlichen Fütterungen war der Wald schon nach wenigen Jahren sichtlich geschädigt.
Die anfänglich beabsichtigte Auswilderung der betreuten Schimpansen wurde verworfen. Neben dem Betrieb der Rettungs- und Auffangstation für die betreuten Schimpansen liegt der Schwerpunkt der Stiftungsziele heute auf Aufklärung der ugandischen Bevölkerung über Natur- und Artenschutz, speziell für Schimpansen, sowie auf Ökotourismus und auf der regionalen bis internationalen Zusammenarbeit beim Artenschutz für Schimpansen, etwa in der Vereinigung afrikanischer Schutzstationen Pan African Sanctuary Alliance.
Die Station wird auch für Verhaltensforschung und andere nichtinvasive Forschung an Schimpansen genutzt.
Eine derart große Schimpansen-Gruppe in Gefangenschaft gibt es weder in Nordamerika noch in Europa.

## Tourismus
Nach der Finanzkrise 2007 geriet Ngamba Island zunehmend in finanzielle Schwierigkeiten, sodass schließlich im Jahr 2011 Löhne und Futterlieferungen nicht mehr pünktlich bezahlt werden konnten. Nach einer Spende des Internationalen Tierschutzfonds IFAW von gut 25.000 Dollar, hauptsächlich für Löhne und Lieferanten, entschied der Chimpanzee Trust, den Tourismus auf der Insel auszubauen und anstelle eines privaten Tourenveranstalters nun selbst Fahrten auf die Insel anzubieten. Aufgrund einer weiteren IFAW-Spende von 30.000 Dollar im Jahr 2012 konnte Ngamba nun eigene Boote für den Besuchertransport zur Insel einsetzen.
Für Schulklassen und Touristen werden Führungen angeboten. Ein Besuch ist als Tagesausflug möglich. Bis zu zehn Touristen können gleichzeitig in „Luxus-Zelten“ auf der Insel übernachten. Eintrittsgelder und Übernachtungseinnahmen zählen mittlerweile zu den finanziellen Haupteinnahmequellen.
Besucher müssen Impfungen gegen Hepatitis A und B, Masern, Meningokokken, Gelbfieber, Polio und Tetanus nachweisen und zudem belegen, dass sie nicht an Tuberkulose erkrankt sind. Ein Spaziergang mit den Schimpansen kostete im Jahr 2013 umgerechnet 300 Euro, eine Übernachtung 180 Dollar.

## Film
- Das Waisenhaus der Affen, 360° – die GEO-Reportage, Episode 97, Erstausstrahlung am 3. September 2001 auf arte[19]